# バラトンセントジェルジ - タポルツァ - ウク線
バラトンセントジェルジ - タポルツァ - ウク線（ハンガリー語: Balatonszentgyörgy–Tapolca–Ukk-vasútvonal）は、ハンガリー国鉄の鉄道線の名称である。路線番号は26。

## 運行形態[1]

### 特急(IC)
- バラトン号：　ブダペスト - バラトンセントジェルジ - ケストヘイ
2時間に1本の運行。バラトンセントジェルジ以南は30号線に直通する。
2018年以前は、夏季は特別快速(Ex)、夏季以外は特急(O)として運行していた。2020年9月末に、全てインターシティ(IC)に格上げされた。

- ケーク・フッラーム号：　ブダペスト南駅 - タポルツァ - ウク - ソンバトヘイ　【夏季運行】
夏季のみ、一日1往復の運行。金・土曜にソンバトヘイ行が、土・日曜にブダペスト行が、一日1往復増発される。タポルツァ以西は29号線に、ウク以西は25号線に直通する。
2017年以前は通常の特急(O)として運行して、シュメグにも停車していた。2018 - 2020年度は、区間特急(S)として運行していた。2021年度に特急(IC)に格上げされ、シュメグ通過となった。

### 快速(IR)
- ヘリコン号：　バラトンセントジェルジ - ウク - ジェール
2時間に1本の運行。ウクを通過し、ウク以北は25号線に直通する。
2019年末に運行を開始した。2023年4月以前は、一部がゴーガーンファに停車していた。

- デーリ・パルティ号：　ブダペスト南駅 - バラトンセントジェルジ → ケストヘイ　【夏季運行】
一日あたり、片道1本のみの運行。バラトンセントジェルジ以南は30号線から直通する。
過去の運行形態
2021年度に、区間特急(S)の種別で運行を開始した。
2022年度に、快速(IR)に種別変更された。

### 特急(Ex)
- フェニヴェシュ号：　ペーチ - バラトンセントジェルジ - ケストヘイ　【夏季運行】
夏季限定で、一日1往復の運行。
過去の運行形態
2018年以前は、ペーチ - タポルツァ間に、平日は夏季のみ、休日は通年運行していた。26号線内は、ラポシュカを除く各駅に停車していた。
2019年以降、ベツェヘジも通過となった。
2019年末より、南行に限りラポシュカ停車となった。
2020年末に、快速(IR)ヘリコン号に吸収される形で休止。
2023年度に夏季限定で、ケストヘイ以南に限り、区間特急(S)の種別で一日1往復の運行を再開した。
2024年度より、エクスプレス(Ex)に種別変更となった。

- タヌーヘジ号：　ケストヘイ - ウク - ジェール　【夏季運行】
- レセンツェ号：　ケストヘイ - ウク - ソンバトヘイ　【春季・夏季運行】
春季はレセンツェ号のみ一日1往復、夏季はレセンツェ、タヌーヘジとも一日1往復、合わせて2往復の運行。ウク以北は25号線に直通する。停車駅は快速(IR)相当だが、ラポシュカとウクにも停車し、タヌーヘジ号の北行とレセンツェ号の南行に限りアルショージェネシュにも停車する。
過去の運行形態
2017年以前は、特急(Gy)として運行していた。アルショージェネシュ、ラポシュカは上下とも通過していた他、北行のジェール行のみバラトネデリチに、南行のソンバトヘイ発のみウクに停車していた。
2018,19年度に、ジェール発着便に限り特別快速「エクスプレス(Ex)」として運行していた。
2020年度に、ジェール発着便が休止となり、一日1往復の運行となった。ソンバトヘイ発着便は、夏季のみアルショージェネシュとバラトネデリチ停車となった。また夏季の北行がセントジェルジ始発となった。
2021年度は、区間特急(S)に種別変更された。夏季の本数が毎日2往復に増発され、上下ともケストヘイ発着となった。バラトネデリチは全て停車、春季の南行1本と休日北行1本がアルショージェネシュに、夏季の便および休日の北行1本がラポシュカ停車となった。
2022年度は、普通に種別変更された。夏季のうち1往復がアルショージェネシュ通過となった。ラポシュカ、ウクは通年上下とも停車となった。
2023年度より、区間特急(S)に種別変更された。タヌーヘジ、レセンツェの愛称名がつけられ、タヌーヘジ号はジェール発着となった。
2024年度より、エクスプレス(Ex)に種別変更となった。

### 区間特急(S)
下記2系統が運行される。
- ブダペスト南駅 ← バラトンセントジェルジ ← ケストヘイ
ケストヘイ→ブダペスト方面のみ、一日1本運行。
過去の運行形態
2018年以前は、夏季の毎日と春・秋の休日に運行していた。夏季に限り、フェネークプスタにも停車していた。
2019年以降、フェネークプスタは通過となった。
2019年末より、ブダペスト方面行に限り通年運行となり、ケストヘイ方面は夏季限定となった。
2022年度に、ケストヘイ方面の運行が取りやめられ、一方でブダペスト方面行は夏季を除き一日2本に増発された。
2023年度に、片道1本の運行となった。

### 普通
下記3系統に分かれる。
- フォニョード → バラトンセントジェルジ → ケストヘイ
一日あたり、片道1本のみの運行。
過去の運行形態
2018年以前は、バラトンセントジェルジ - ケストヘイ間の運行が中心で、2時間に1本運行していた。殆どの列車がフェネークプスタに停車していた。
2018年末に、フェネークプスタ停車が一部列車のみとなった。
2019年末に、フォニョード始発の1本を除き運行休止となった。

- S34系統：　ブダペスト南駅 - バラトンセントジェルジ - ケストヘイ　（バゴイヴォナト号）　【夏季運行】
夏季限定で、一日2往復（週3日に限り2.5往復）の運行。バラトンセントジェルジ以南は30号線に直通していた。
過去の運行形態
2020年以前は、週3往復の運行であった。
2021,22年度は通年運行で、一日1往復（週3日に限り2往復）の運行であった。
2023年度より、再び夏季限定の運行となり、一日2往復（週3日に限り2.5往復）となった。

- (バラトンセントジェルジ - )シュメグ - ウク
バラトンセントジェルジ -  ケストヘイ間は一日1往復、ケストヘイ - タポルツァ間は一日7往復、タポルツァ - シュメグ間は一日4往復の運行。シュメグ - ウク間は2時間に1本の運行。夏季は、ケストヘイ - タポルツァの区間運転が2時間に1本、ラポシュカとベツェヘジ通過で運行する他、土曜・休日に深夜便「バゴイヴォナト」号が運行する。
過去の運行形態
2018年以前は、1-3時間に1本、平均2時間に1本の運行。ベツェヘジ・ニールラク・ウジャにも半数以上が停車していた。夏季は、時間帯によりタポルツァ - ケストヘイ間の区間運転が2時間に1本運行し、ウク発着の列車はベツェヘジとラポシュカを通過していた。アルショージェネシュは全列車が停車していた。
2018年末に、ベツェヘジとニールラクは半数以上が通過となった。
2019年末に、快速運行開始に伴い、普通列車は大幅に減便され、バラトンセントジェルジ -  ケストヘイ間は一日2.5往復、ケストヘイ - タポルツァ間は一日5.5往復、タポルツァ - ウク間は一日3.5往復となった。また、ニールラクは全列車通過となった。
2020年末に、バラトンセントジェルジ -  ケストヘイ間が一日1往復に減便された一方、ケストヘイ - タポルツァ間は一日6.5往復、タポルツァ - シュメグ間は一日4往復に、シュメグ - ウク間は2時間に1本の本数に増発された。ウジャは一日1.5往復しか停車しない様になった。また、夏季の増発便がケストヘイ - タポルツァ間に2時間に1本の運行となり、停車駅もジェレク - タポルツァ間ノンストップとなった。
2023年度より、ケストヘイ - タポルツァ間は一日7往復となった。
2024年度より、未明の南行1本がアルショージェネシュ通過となった。また夏季は全列車がバラトネデリチ停車となった。

- 過去の運行系統
  - カポシュヴァール - バラトンセントジェルジ - タポルツァ　【平日運行】
平日のみ（ただし夏季は運休）、一日1往復運行していた。上記区間特急と同一ダイヤであった。バラトンセントジェルジ以南は30号線に直通していた。ベツェヘジ停車、ラポシュカ通過であった。
2018年末にベツェヘジ通過、2019年末に南行に限りラポシュカ停車となった。2020年末に休止。
  - カポシュヴァール - バラトンセントジェルジ - ウク - ツェルデメルク/ソンバトヘイ
一日1往復運行していた。冬季はツェルデメルク、夏季はソンバトヘイ発着。バラトンセントジェルジ以南は30号線に、ウク以北は25号線に直通していた。ベツェヘジにも停車していた。
2018年末にベツェヘジ通過となった。2019年末に、快速(IR)に吸収される形で休止。

## 駅一覧
以下では、ハンガリー国鉄26号線の駅と営業キロ、停車列車、接続路線などを一覧表で示す。
- 種別
  - O(橙)：特急
  - IR：快速
  - S：区間特急
  - Sz：普通
- 停車駅
  - ■印：全列車停車
  - ●印：大部分停車、一部通過
  - ∨▲印：カポシュヴァール方面は停車、ツェルデメルク方面は通過
  - ○印：大部分通過、一部停車
  - ｜印：全列車通過

| 路線名 | 駅名                            | 駅間営業キロ | 累計営業キロ | IC | IR | S  | Sz | 接続路線                                     | 所在地           | 所在地       |
| ------ | ------------------------------- | ------------ | ------------ | -- | -- | -- | -- | -------------------------------------------- | ---------------- | ------------ |
| 26     | バラトンセントジェルジ駅        | -            | 0            | ■  | ■  | ■  | ■  | 30号線（ブダペスト方面、ナジカニジャ方面）   | ショモジ県       | マルツァリ郡 |
| 26     | フェネークプスタ駅（休止中 *1） |              | (4)          | ｜ | ｜ | ｜ | ｜ |                                              | ザラ県           | ケストヘイ郡 |
| 26     | ケストヘイ駅                    | 10           | 10           | ■  | ■  | ■  | ■  |                                              | ザラ県           | ケストヘイ郡 |
| 26     | アルショージェネシュ駅          | 2            | 12           |    | ｜ |    | ●  |                                              | ザラ県           | ケストヘイ郡 |
| 26     | ジェネシュディアーシュ駅        | 2            | 14           |    | ■  |    | ■  |                                              | ザラ県           | ケストヘイ郡 |
| 26     | ヴォニャルツヴァシュヘジ駅      | 2            | 16           |    | ■  |    | ■  |                                              | ザラ県           | ケストヘイ郡 |
| 26     | バラトンジェレク駅              | 4            | 20           |    | ■  |    | ■  |                                              | ザラ県           | ケストヘイ郡 |
| 26     | ベツェヘジ駅                    | 2            | 22           |    | ｜ |    | ○  |                                              | ザラ県           | ケストヘイ郡 |
| 26     | バラトネデリチ駅                | 3            | 25           |    | ■  |    | ●  |                                              | ヴェスプレーム県 | タポルツァ郡 |
| 26     | ラポシュカ駅                    | 6            | 31           |    | ｜ |    | ●  |                                              | ヴェスプレーム県 | タポルツァ郡 |
| 26     | タポルツァ駅                    | 4            | 35           | ■  | ■  |    | ■  | 29号線（セーケシュフェヘールヴァール方面）   | ヴェスプレーム県 | タポルツァ郡 |
| 26     | ウジャバーニャ下駅              | 9            | 44           | ｜ | ｜ |    | ●  |                                              | ヴェスプレーム県 | タポルツァ郡 |
| 26     | ウジャ駅                        | 2            | 46           | ｜ | ｜ |    | ○  |                                              | ヴェスプレーム県 | タポルツァ郡 |
| 26     | シュメギ・バザルトバーニャ駅    | 5            | 51           | ｜ | ｜ |    | ●  |                                              | ヴェスプレーム県 | シュメグ郡   |
| 26     | シュメグ駅                      | 4            | 55           | ｜ | ■  |    | ■  |                                              | ヴェスプレーム県 | シュメグ郡   |
| 26     | ニールラク駅（休止中 *1）       |              | (57)         | ｜ | ｜ |    | ｜ |                                              | ヴェスプレーム県 | シュメグ郡   |
| 26     | ザラジェメレー駅                | 5            | 60           | ｜ | ｜ |    | ■  |                                              | ヴェスプレーム県 | シュメグ郡   |
| 26     | ゴーガーンファ駅                | 1            | 61           | ｜ | ｜ |    | ■  |                                              | ヴェスプレーム県 | シュメグ郡   |
| 26     | ウク駅                          | 2            | 63           | ｜ | ｜ |    | ■  | 25号線（ブダペスト方面、ザラエゲルセグ方面） | ヴェスプレーム県 | シュメグ郡   |

(*1) 2019年12月休止。